# マドンナ・アンド・チャイルド
『マドンナ・アンド・チャイルド』（May Nagmamahal Sa'yo）は、マリルー・ディアス=アバヤ監督による1996年のフィリピンのドラマ映画である。リッキー・リーとシャイラ・メラ・サルバドールが脚本家を務めた。ローナ・トレンティーノ、アリエル・リヴェラ、ステファノ・モリ（初主演）が主演するこの映画は、海外で働いて帰国し、何年も前に孤児院に養子として預けた行方不明の息子を探し始めた女性を中心に展開します。
スターシネマが製作・公開したこの映画は、1996年1月25日にフィリピンで劇場公開された。この映画は、第6回アジアフォーカス・福岡国際映画祭に出品されたフィリピン映画のひとつとして、1996年9月15日に日本で初上映された。

## ストーリー
1988年、バタンガス州タリサイ町に住む女性、ルエラ・セビリアは、海外で家事手伝いとして働くため、孤児院のニカンドロ神父に息子を預けた。香港で奉仕してから7年後、彼女は故郷に戻ったが、継父のボーイと妹のジャニーンには歓迎されたが、母のロシングには無視された。なぜなら、ルエラが妊娠し、後に旅先のビジネスマンに捨てられたと知り、ルエラを追い出したからである。学校にジャニーンを迎えに行く途中、彼女は町の警察官、ネスターと再会する。翌日、ルエラは、レナードを養子に出したのと同じ場所に戻るが、現在の教区司祭であるコルテス神父は彼らのことを知らない。ニカンドロ神父の死前に助手をしていたマナン・オフェルは、レナードと他の子供たちはパシグ市のサン・アグスティン病院に移されたと彼女に伝える。
息子の捜索は、ルエラがパシグへ向かうところから始まるが、孤児院は取り壊されていた。後に捜索に加わるネスターは、ルエラに、レナードを含む孤児たちは、自分が集めた情報から言及された2つの孤児院を含む他の孤児院に移されたと伝える。リパ市にある名前のない孤児院で、2人は、その施設の子供たちが障害を持っていることを知る。レナードは生まれたときには障害を持っていなかった。ある朝、彼女は香港で再び働くよう割り当てられたという手紙を職業紹介所から受け取った。捜索は続き、タガイタイのサン・クリストバル病院を訪れ、ルエラは行方不明の息子のために彼女が歌っていたのと同じメロディーをハミングするコンラッドという少年に出会う。ルエラとコンラッドは、母と子のような絆を共有している。ルエラがコンラッドを養子にしようとしたとき、シスター・ルルドは、コンラッドは実の息子ではないと言う。コンラッドの実母は、彼がまだ2歳のとき、火山泥流による疫病で亡くなりました。彼は、路上で修道女の一団に発見されました。彼は、ルエラの息子レナードとともに、ホスピシオ・デ・サン・アグスティンから移送された子供たちの中にいました。2人は友人になりましたが、レナードは養子に取られました。ルエラはコンラッドに真実を告げ、彼は怒りました。ネスターはレナードについて調べ始めました。彼は養母のシルビア・アレハンドロを訪ねましたが、彼女は彼がもう一緒にいないと言いました。彼女はまた、彼女の家政婦のエディタがレナードと出かけ、マニラのトンドのどこかに住んでいると彼に話しました。その後、彼は香港に帰ろうとしているルエラに会いました。彼は、レナードを見つけるのを手伝ってくれるなら、彼女と一緒にマニラに残ることに同意すると言いました。
メトロマニラのスラム街で、2人はレナードの世話をしていたエディタに出会いました。彼女はレナードが 1 年前に死んだことを彼らに話しました。また、レナードがシルビアから奴隷のように扱われ、身体的虐待を受けていたことも思い出しました。シルビアはよくレナードを閉じ込めて飢えさせていました。このため、エディサは彼を助け、一緒に逃げようと決心します。レナードは幸せで明るい子供になりました。それでも、シルビアが連れ戻すのではないかと恐れて、訪問者がいるといつも逃げ出していました。ある夜、彼は彼女の元に連れ戻され、肺炎で亡くなりました。ルーエラとネスターはレナードを養子にするために孤児院に戻りました。残念ながら、シスター ルルドは彼らに逃げ出したことを伝えましたが、子供たちの 1 人が彼らの居場所を教えました。コンラッドはサンゴ礁のハンターのグループに行きましたが、リーダーは彼らに会わせたくありませんでした。彼らはコンラッドのところに行き、一緒にいてもよいと言いましたが、コンラッドは母親と一緒に行くだけだと言いました。ルーエラは彼に、母親は亡くなり、レナードも亡くなったと伝えました。彼女はまた、親になることは血から逃れるものではないとも言いました。
ルエラが香港へ出発しようとしていたとき、ハーモニカの音が聞こえました。コンラッドはついにルエラと再会する。

## キャスト
- ルエラ・セビージャ：ロルナ・トレンティーノ
- ネスター: アリエル・リベラ
- コンラッド：ステファノ・モリ
- レナード・セビージャ：トム・タウス・ジュニア
- ジャニーン：クロディーヌ・バレット
- 少年：レナト・デル・プラド
- ロージング：ジーナ・パレーニョ
- エディタ：ジャクリン・ホセ

## 製作
「マドンナ・アンド・チャイルド」は、マリルー・ディアス＝アバヤ監督がスター・シネマ（テレビ・ラジオ放送局ABS-CBNの映画製作部門）で手掛けた3作目の映画であり、1993年に映画製作に復帰して以来4作目の映画である。 1995年の映画『貴女のためにたたかう』が批評的にも興行的にも成功したことで、監督は別のプロジェクトのオファーを受け、長年の脚本家であるリッキー・リーと再びチームを組み、シャイラ・メラ・サルバドールと共同で脚本を執筆した。
ローナ・トレンティーノ主演女優は、この作品でルーエラ役のオファーを受けたが、初めて脚本を読んだときに母親としての自分の気持ちが込められていたため、断りを入れた。夫のルディ・フェルナンデスが涙ながらに脚本を読んだ後、オファーを受け入れると主張したため、トレンティーノは最終的にその役を引き受けた。